# Neleothymus attenuatus
Neleothymus attenuatus är en stekelart som först beskrevs av Joseph Augustine Cushman 1920.  Neleothymus attenuatus ingår i släktet Neleothymus och familjen brokparasitsteklar. Inga underarter finns listade i Catalogue of Life.